# 創元推理
『創元推理』（そうげんすいり）は、東京創元社が1992年から2003年まで発行していた年刊または季刊、年2回刊の文芸雑誌。主に国内の推理小説、評論を掲載していた。2003年に『ミステリーズ!』としてリニューアルされ、刊行が続いている。

## 概要
『創元推理』は、2001年の誌名変更後の『創元推理21』5冊も含め、1992年から2003年までに25冊が刊行された。また、前身として『鮎川哲也と十三の謎』が2冊刊行されている。なお、同誌の読者により「創元推理友の会」が結成され、各地で読書会などが開催された。
鮎川哲也と十三の謎（アンソロジー）
『鮎川哲也と十三の謎』は、東京創元社の書き下ろし推理小説シリーズ「鮎川哲也と十三の謎」に合わせた年刊のオリジナル・アンソロジーとして刊行が始まった。国内の短編推理小説や関連する座談会、かつて『幻影城』や『EQ』に連載された「幻の探偵作家を求めて」の番外編などが掲載されており、『鮎川哲也と十三の謎'90』（1990年12月）と『鮎川哲也と十三の謎'91』（1991年12月）の2冊が刊行されている。次の号は『鮎川哲也と十三の謎'92』として予告されていたが、年2回刊行にするため、1992年より『創元推理』に誌名が変更された。
創元推理
1992年10月に『創元推理 1 1992年秋号』が刊行され、2000年10月の『創元推理 20号 人形の夢』まで20冊刊行された。誌名の提案者は北村薫。鮎川哲也賞の発表は『鮎川哲也と十三の謎』から引き継いで『創元推理』で行われ、また1994年からは創元推理短編賞および創元推理評論賞の発表・掲載の場にもなった。
創元推理21
2001年5月から2003年2月まで文庫サイズで計5冊刊行された。『創元推理』が21号を迎えるにあたって改名したものである。

## 刊行リスト
創元推理1までは四六判ハードカバー、創元推理2から四六判ソフト、創元推理6以降はA5判ソフト（17号からデザイン変更）。
『鮎川哲也と十三の謎』は年刊、創元推理1より年2回刊行、創元推理4より季刊で年4冊刊行、17号～20号は年刊。
鮎川哲也と十三の謎
- 鮎川哲也と十三の謎'90（1990年12月） - 第1回鮎川哲也賞発表
- 鮎川哲也と十三の謎'91（1991年12月） - 第2回鮎川哲也賞発表

創元推理
- 1 1992年秋号（1992年10月） - 第3回鮎川哲也賞発表、追悼 日影丈吉
- 2 1993年春号（1993年5月）
- 3 1993年秋号（1993年10月） - 第4回鮎川哲也賞発表
- 4 1994年春号（1994年4月） - 追悼 中井英夫、アンケート特集 江戸川乱歩
- 5 1994年夏号（1994年7月）
- 6 1994年秋号（1994年9月） - 第5回鮎川哲也賞／第1回創元推理短編賞／第1回創元推理評論賞 発表
- 7 1994年冬号（1994年12月） - 小特集 天藤真の世界
- 8 1995年春号（1995年3月） - 特集 一万円で選ぶ1994年ベスト・ミステリ
- 9 1995年夏号（1995年6月）
- 10 1995年秋号（1995年9月） - 第6回鮎川哲也賞／第2回創元推理短編賞／第2回創元推理評論賞 発表
- 11 1995年冬号（1995年12月） - 1995年年末アンケート特集
- 12 1996年春号（1996年4月） - 日本初の創作探偵小説完全復刻 殺人犯 須藤南翠、一万円で選ぶ1995年ベスト・ミステリ
- 13 1996年夏号（1996年6月）
- 14 1996年秋号（1996年9月） - 第7回鮎川哲也賞／第3回創元推理短編賞／第3回創元推理評論賞 発表
- 15 1996年冬号（1996年12月）
- 16 1997年春号（1997年5月） - 1996年日本本格ミステリ・ベスト10
- 17号 ぼくらの愛した二十面相（1997年10月） - 第8回鮎川哲也賞／第4回創元推理短編賞／第4回創元推理評論賞 発表
- 18号 丑三つ時から夜明けまで（1998年10月） - 第9回鮎川哲也賞／第5回創元推理短編賞／第5回創元推理評論賞 発表
- 19号 夢のような探偵小説について（1999年11月） - 第10回鮎川哲也賞／第6回創元推理短編賞／第6回創元推理評論賞 発表
- 20号 人形の夢（2000年10月） - 第7回創元推理短編賞／第7回創元推理評論賞 発表
- 別冊 『競作五十円玉二十枚の謎』（1993年1月） - 読者の作品を『創元推理1』に掲載する予定だったが、優秀な作品が多かったため別冊として刊行された。

創元推理21

## 掲載小説リスト
新作
- 愛川晶 - 「詐欺師の白い杖」(6)、「一円切手四枚の謎」(9)、「カレーライスは知っていた」（問題編）（解決編）(10)(11)、「だって、冷え性なんだモン!」（問題編）（解決編）(14)(15)
- 芦辺拓 - 「殺人喜劇のXY」('91)、「殺人喜劇の不思議町」(5)、「殺人喜劇のC6H5NO2（ニトロベンゼン）『毒入りチョコレート事件』第八～第十三の解答」(6)、「殺人喜劇の迷い家伝説」(8)、「《ホテル・ミカド》の殺人」(9)、「名探偵Zの不可能推理」(11)、「カンバリクの盗賊」(13)、「路地裏のフルコース 新・殺人喜劇のモダン・シティ」(16)
- 有栖川有栖 - 「登竜門が多過ぎる」('90)、「望月周平の秘かな旅」(2)
- 石川真介 - 「バッテラの……」(1)
- 今邑彩 - 「時鐘館の殺人」('90)
- 岩崎正吾 - 「風狂伝説」('91)
- 折原一 - 「覆面推理作家」('91)
- 霞流一 - 「豚に心中 迷走する粋狂探偵 紅門福助見参」(18)
- 加納朋子 - 「掌の中の小鳥」(2)、「桜月夜」(3)、「自転車泥棒」(4)
- 紀田順一郎 - 「展覧会の客」('90)
- 北村薫 - 「白い朝」('90)、「おにぎり、ぎりぎり」('91)
- 北森鴻 - 「花の下にて春死なむ」(10)、「七皿は多すぎる」(13)、「ポートレート」(15)
- 倉知淳 - 「三度狐」(5)、「水溶霊」(5)、「写りたがりの幽霊」(6)、「ゆきだるまロンド」(7)、「猫の日の事件」(8)、「寝ていてください」(11)、「幻獣遁走曲」(15)、「たたかえ、よりきり仮面」(17)
- 黒崎緑 - 「幽霊騒動 －ボケ・ホームズとツッコミ・ワトソンの事件簿①」('90)、「床屋騒動 －ボケ・ホームズとツッコミ・ワトソンの事件簿②」('91)、「八卦騒動」(2)、「楽団騒動」(3)、「遭難騒動」(17)
- 小松史生子 - 「奇通音 －KITSUNE－」(20)
- 近藤史恵 - 「夜の睡蓮」(3)、「夕映少年のために」（中井英夫追悼特集の1つ）(4)、「過去の絵」(5)、「悪夢 －ナイトメア－」(8)、「毒の泉」(10)、「SWEET BOYS」(12)、「ミントな少女たち」(17)、
- 佐々木俊介 - 「飛べない虫」(10)
- 澤木喬 - 「鳴神」('90)、「火取虫」('91)
- 篠田真由美 - 「柘榴の聖母（マーテル・ドロローサ）」(2)
- 白峰良介 - 「ソルバーのいる店」('91)、「ねじれて、繋がる」(1)、「閉じこめられた声」(2)
- 城平京 - 「夕べにはパズルめいて」(18)
- 巽昌章 - 「夜の顔」(7)、「閉ざされた庭で」(11)
- 辻真先 - 「WHO ARE YOU?」('90)、「ぼくらの愛した二十面相」（脚本）（日本推理作家協会設立五十周年記念 文士劇）(17)、「ホテル・ザ・グランドゴースト」(18)
- 天藤真 - 「飼われた殺意」(7)
- 戸松淳矩 - 「キング・チャールズの告発」('90)
- 二階堂黎人 - 「私が捜した少年」(1)
- 西澤保彦 - 「ジャケットの地図」(19)
- 貫井徳郎 - 「歪んだ三角」(3)、「長く孤独な誘拐」(4)、「トラブルシューター」(5)、「光と影の誘惑」(8)
- 服部正 - 「悪魔の舌 －コーンウォールのドイル」('91)、「ブーガンヴィルの狐猿（レムール）」(1)、「這う人」(2)、「小栗虫太郎の未発表小説 アルチンボルド的面相（ファキエス・アルチンボルディカ）」(17)、「源内先生捕物始」(18)、「瓶を砕く 日影丈吉による夢野久作の変奏曲」(19)、「人形の夢 －浜尾四郎と幸福な探偵小説へ－」(20)
- 服部まゆみ - 「猫の手」('90)、「恋する心」('91)、「Happy birthday to me」(1)、「石段」(2)、「末摘花」(3)、「髭」(17)、「ソネット」(18)
- 日影丈吉 - 「壁の男」('90)、「黄鵩楼」（絶筆長編73枚と創作メモ）(1)
- 美唄清斗 - 「ただいま作者思案中」(7)、「密室ゲーム」(8)、「痒い朝」(9)
- 藤原瞳 - 「忍原崩れ」[2](17)
- 満坂太郎 - 「眉間尺」(14)、「墓地の蝉」(17)
- 光原百合 - 「わが麗しのきみよ……（マイ・スウイート・レイデイ）」(17)、「花影」(18)
- 宮部みゆき - 「心とろかすような」('90)、「マサの弁明」('91)
- 村瀬継弥 - 「白い怪物のいる奥座敷」(10)、「藤田先生のマジカル修学旅行」(11)
- 牟礼田敏雄 - 「記憶の箱」(17)
- 矢口敦子 - 「百パーセントの真実」(7)
- 山口光一 - 「伊藤老人の小屋」(2)、「最後の亡命者」(3)
- 山口雅也 - 「「むしゃむしゃ ごくごく」殺人事件」('90)、「解決ドミノ倒し」('91)、「禍なるかな、いま笑う死者よ －あるいは〈笑いの原理〉」(2)
- 山崎純 - 「Prize for patience（忍耐賞）」('90)
- 依井貴裕 - 「緑の密室」('90)、「胡桃の日」(12)、「夜間飛行」(16)、「奇跡」(17)
- 渡辺啓助 - 「伯爵」(1)

創元推理短編賞作家
- 剣持鷹士 - 第1回受賞作「あきらめのよい相談者」(6)、「規則正しいエレベーター」(7)、「詳しすぎる陳述書」(8)、「あきらめさせた相談者」(17)
- 伊井圭 - 第3回受賞作「高塔奇譚」(14)、「花かげの記憶」(17)
- 瀬尾こると - 第3回最終候補作「西方より来りし葡萄、砂漠にてみどりなす物語」(16)
- 新麻聡 - 第3回最終候補作「五つのバーコード」(16)
- 大倉崇裕 - 第4回佳作「三人目の幽霊」(17)、「丑三つ時から夜明けまで」（円谷夏樹名義）(18)、「栗端家の犬 －丑三つ時から夜明けまで2－」(20)
- 緑川宝 - 第4回佳作「喪のしごと」(17)、「幸せな老後」(18)
- 奥宮和典 - 第6回佳作「おじいさんの内緒」(19)
- 高橋希嘉 - 第6回最終候補作「トラの子渡し」(19)
- 新麻聡 - 第6回最終候補作「新「心理試験」」(19)
- 伊神貴世 - 第7回佳作「シェイクスピア狂い 十三人目の幽霊たちへ」（戯曲形式）(20)

五十円玉二十枚の謎
- 若竹七海　出題('91)
- 法月綸太郎　解答編Ⅰ('91)
- 依井貴裕　解答編Ⅱ('91)

再録
- ページ数の関係で『日本探偵小説全集 名作集1』から割愛された作品のうちの4編
  - 1996年に創元推理文庫「日本探偵小説全集」が完結したことを受けて、13号に掲載
  - 城昌幸 - 「ヂャマイカ氏の実験 －或は人類空中遊行に就いての一考察－」
  - 瀬下耽 - 「綱（ロープ）」
  - 水谷準 - 「カナカナ姫」
  - 渡辺啓助 - 「密室のヴィナス」
- その他
  - 有栖川有栖 - 「やけた線路の上の死体」(17)
  - 一条栄子 - 「そばかす三次」（小流智尼名義）(19)、「平野川殺人事件」(19)、「フラー氏の昇天」(19)
  - 江戸川乱歩 - 「怪人と少年探偵」(9)
  - 小流智尼 → 一条栄子
  - 佐藤春夫 - 「陳述 －被告一ノ瀬医学士陳述の一部－」(13)
  - 須藤南翠 - 「殺人鬼」(12)
  - 多岐川恭 - 「黒い木の葉」(20)
  - 土屋隆夫 - 「死のたわむれ」(20)
  - 椿實 - 「メェゾン・ベルビウの猫」(18) - 1997年に豆本として150部発行されたものに訂正増補したもの
  - 三浦大 - 「鮎川哲也を読んだ男」(12)

海外作品
- カトリーヌ・アルレー - 「三面記事」('91)
- ミネット・ウォルターズ - 「火口箱」(19)
- フレッド・カサック - 「氷山」(15)
- ピエール・アンリ・カミ - 「連続殺人犯脱獄の顛末」(18)
- ドロシー・L・セイヤーズ - 「ペンテコストの殺人」(15)
- ジャック・フットレル - 「消えた女優」(14)
- クリスチアナ・ブランド - 「『毒入りチョコレート事件』第七の解答」(4)
- E・C・ベントリー - 「大食祭の夜」(15)
- ロス・マクドナルド - 「南洋（サウス・シー）スープ会社事件」（ケネス・ミラー名義）(14)
- ケネス・ミラー → ロス・マクドナルド

## 主な企画
鮎川哲也による企画
幻の探偵作家を訪ねて・番外編
- 第一回 - 『黒死館』創作の秘密を子育てに見た ―小栗虫太郎の巻('90)
- 第二回 - 養子なのに家庭内でもワンマンの遊び人　―甲賀三郎の巻('91)
- 第三回 - 西田政治の巻(1)

新・幻の探偵作家を求めて
- 結婚のため創作の道を捨てた日本最初の女流ミステリー作家 ―小流智尼・一条栄子の巻(19)